# Žut
Žut (italiensk: Zut) er en ø i Adriaterhavet. Øen tilhører Kroatien og har et areal på 14,83 km2. Dens højeste top Dubavac når 155 moh. Žut er ubeboet og ligger mellem øerne Pašman og Kornat i Šibeniks skærgård. Den er den næst største ø i øgruppen Kornatene.

## Geografi
Žut har en indskåret kyst med mange vige, og dette giver den en usædvanlig lange kystlinje på 44,06 km. Til de større vige regnes Podražanj, Papeše, Žešnja, Strunac, Hiljača, Sarušćica, Bizikovica, Pinizel og Bodovac.

## Arkitektur og kulturarv
På øen findes en lystbådehavn og i september 2011 blev Det hellige Kors' kirke (Crkva Sv. Križ) indviet på bjerget Grba. Bygningen af kirken blev påbegyndt før 2. verdenskrig.